# 58671 Diplodocus
58671 Diplodocus este o planetă minoră (asteroid), cu un diametru de 2,811 km, din centura de asteroizi. A fost descoperită pe 25 decembrie 1997 la Needville⁠(d) de Cynthia Gustava⁠(d) și a fost numită după Diplodocus. 
Obiectul prezintă o orbită caracterizată de o semiaxă mare de 2,464856287843 UAi, o excentricitate de 0,1, o înclinație de 6,6 ° în raport cu ecliptica.